# Гегаркуникская область
Гегаркуни́кская о́бласть (арм. Գեղարքունիքի մարզ) или сокращённо Гега́ркуник (арм. Գեղարքունիքо файле [ɡɛʁɑɾkʰuˈnikʰ]) — область на востоке Армении, граничащая на севере с Тавушской, на западе Котайкской, на юго-западе Араратской, на юге Вайоцдзорской областями, на востоке с Азербайджаном. Крупнейшая область страны, занимает 18 % площади всей республики. Значительную часть территории занимает озеро Севан. В состав области вошли бывшие Севанский, Чамбаракский (Красносельский), район имени Камо, Мартунинский и Варденисский районы.
В Гегаркуникскую область входит также эксклав Арцвашен, окружённый территорией Азербайджана и в настоящее время контролируемый им.
Административный центр — город Гавар, другие города — Севан, Чамбарак, Варденис, Мартуни. Также на территории области находятся 93 сельских поселения.
Самая низкая точка находится в долине реки Гетик (1325 м), а наивысшая — на Гегамском хребте (гора Аждаак, 3598 м).

## Исторический очерк
На территории Гегаркуника в доурартскую эпоху было царство Uelikuni, которое в VIII в. до н. э. было захвачено Араратским-Ванским царством (Урарту). Название Uelikuni, которое соответствует древнеармянскому Gełak‘uni, восходит к индоевропейскому *wel- 'видеть' и связано с почитанием в Гегамских горах вишапакаров ("драконьих камней").
Современная Гегаркуникская область была образована законом об административно-территориальном делении Республики Армения от 7 ноября 1995 года, в результате объединения Варденисского, Камо, Красносельского, Мартунинского и Севанского районов Армении.
После войны в Нагорном Карабахе 2020 года протяженность границы провинции с Азербайджаном увеличилась. С 12 мая 2021 года, азербайджанские войска продвинулись в провинцию Гегаркуник и заняли позиции возле сел Кут и Верин-Шоржа, что привело к пограничному кризису между Арменией и Азербайджаном. 25 мая 2021 года армянский солдат был убит в Гегаркунике, 27 мая шесть армянских солдат были захвачены азербайджанскими войсками в Гегаркунике при выполнении инженерных работ на своей территории недалеко от границы с Азербайджаном.

## Население
В сельских поселениях проживает 67 % населения.

### Национальный состав
| Национальность        | Перепись 2001 года | Доля населения адм.-терр. единицы | Перепись 2011 года | Доля населения адм.-терр. единицы |
| --------------------- | ------------------ | --------------------------------- | ------------------ | --------------------------------- |
| Всё население         | 237 650            | 100 %                             | 235 075            | 100 %                             |
| Армяне                | 236 804            | 99,64 %                           | 234 474            | 99,74 %                           |
| Русские               | 430                | 0,18 %                            | 328                | 0,14 %                            |
| Курды                 | 116                | 0,05 %                            | 87                 | 0,04 %                            |
| Езиды                 | 8                  | <0,01 %                           | 57                 | 0,02 %                            |
| Украинцы              | 56                 | 0,02 %                            | 43                 | 0,02 %                            |
| Другие и не указавшие | 236                | 0,10 %                            | 86                 | 0,04 %                            |

## Губернаторы[7]
- Владимир Мовсесян (1996)
- Рудик Гукасян (1996—1999)
- Ваагн Акопян (1999—2003)
- Степан Барсегян (2003—2006)
- Арсен Григорян (2006—2007)
- Нвер Погосян (2007—2012)
- Рафик Григорян (2012—2017)
- Карен Ботоян (2017—2018)
- Ишхан Сагателян (2018)
- Гнел Саносян (2018–2021)
- Карен Саргсян (с 2021 г.)

## Галерея
- Вид на Монастырь Айраванк, IX век
- Севанаванк. Построен в 874 году принцессой Мариам (Багратуни[8]) —  супругой Васака Габура
- Ваневан, X век
- Церковь Святого Григория Просветителя, X век
- Церковь Святого Геворга
- Озеро Севан
- Озеро Севан
- Севанский полуостров
- Скалы в районе Вардениса
- Река
- Природа